# ドリーミング☆チャンネル!
「ドリーミング☆チャンネル!」は、Run Girls, Run!の8枚目のシングル。2021年5月19日にDIVE II entertainmentから発売された。規格品番はLIVE盤がEYCA-13350/B、MV盤がEYCA-13351/B、CD ONLY盤がEYCA-13352。

## 概要
Run Girls, Run!にとっては『ルミナンスプリンセス』に続くシングルにして、ラストシングルである。
本シングルの商品構成は、CD ONLY盤、ミュージックビデオを収録したMV盤、そして、2020年10月11日に開催された無観客配信ライブ「Run Girls, Run！ Online Live ～ランガリング・リンクライブ♪～」の最終公演の映像が収録されたLIVE盤、の3形態となっている。Run Girls, Run!の単独ライブの映像がパッケージ化されるのはこれが初めてとなった。
また、ホビーショップのゲーマーズ限定の商品として、「ドリーミング☆パネル！アクリルキーホルダー」が附属した「はやまるVer.」「もっちーVer.」「あっちゃんVer.」という3バージョンの「ゲーマーズ限定盤」が発売された。
本シングルは、単独では1年ぶりの有観客のイベントとなった2021年3月13日に開催の「Run Girls, Run！ホワイトデーイベント!!! 2021～♡Give me♡～」にてリリースが発表された。このイベントは当初は2020年3月7日に開催が予定されていたイベントであったが、新型コロナウイルス感染症の流行の影響によって延期、中止となっていたものである

## 解説

### ドリーミング☆チャンネル
本シングルの表題曲で、『キラッとプリ☆チャン』の8番目オープニングの主題歌となっている。『キラッとプリ☆チャン』では主人公の桃山みらいをはじめとするメインキャストの声優もRun Girls, Run!のメンバーが担当している。『キラッとプリ☆チャン』の最終シーズンの最後のオープニング曲であることもあり、歌詞などに『キラッとプリ☆チャン』および『プリティーシリーズ』の集大成を体現する曲となっている。
シーズン3の第4クールの最初の回、リリースが発表された日の翌日の2021年3月14日にテレビ東京系列で放送された第142話から使用された。『キラッとプリ☆チャン』は2020年5月3日から6月28日の間はコロナ禍の影響で新エピソードの放送が中断されていたため、第4クールの開始が1月ではなく3月にずれこんでいる。
2021年3月28日に無観客配信として開催されたAnimeJapan 2021の『TVアニメ「キラッとプリ☆チャン」トーク＆ミニライブやってみた！ステージ』にてフルコーラスとライブパフォーマンスが初披露された。

#### ミュージックビデオ
MV盤と、LIVE盤には、『ドリーミング☆チャンネル』のミュージックビデオと、そのメイキングの映像を収録したBlu-rayが附属している。このミュージックビデオのフルバージョンは2021年4月15日にジャケットの画像の発表と同時にYouTubeにて公開された。『キラッとプリ☆チャン』の世界観に沿って、動画配信を行うパートと、バーチャル空間でのライブを模したダンスパートが含まれている。

### 無限大ランナー
2021年4月25日 昼 12:30にYouTubeとTwitterにて曲名と制作陣、および、視聴動画が公開された。本来であれば本シングルの有観客のリリースイベントが秋葉原にて開催されるはずだった日時である。ロックサウンドであり、試聴動画では3人が曲に合わせて自由に動いている映像を見ることができる。なお、「ランナー」はRun Girls, Run！のファンの総称である。

### Run Girls, Run！ Online Live ～ランガリング・リンクライブ♪～
LIVE盤に附属のBlu-rayには、2020年10月11日に開催されたRun Girls, Run!の無観客配信ライブ「Run Girls, Run！ Online Live ～ランガリング・リンクライブ♪〜」の夜公演の映像が収録される。このライブは9月26日の2公演、10月11日の2公演、合計4公演の最終公演となったもので、Fm yokohamaにて放送されていたラジオ番組『Share the Night』で募集され、最終回で発表されたRun Girls, Run!の人気曲ランキングの結果を元に構成された。
Run Girls, Run!のライブ映像は、『Wake Up, Girls! 新章』や『キラッとプリ☆チャン』のイベントや、バラエティ番組『Run Girls, Run!のらんがばん!』で放送された2周年記念ライブのダイジェスト映像がパッケージ化されているが、単独のライブイベントのパッケージ化はこれが初となった。

## プロモーション
YouTubeを配信プラットフォームとしたプロモーションイベントとしては、2021年4月17日にはネットサイン会が。5月30日にはネットチェキ回ががそれぞれ3回に分けて開催された。いずれも購入者以外であってもYouTubeでの配信を見ることはできた。
演者と参加者が1対1で参加できるものとしては、ビデオ会議システムであるZoomを利用したものが6月5日に、UtaTenが運営する「チェキチャ！」というサービスを利用したものが6月27日にそれぞれ開催された。
4月25日にはAKIHABARAゲーマーズ本店でのリリースイベントが開催される予定であったが<、新型コロナウィルスの4度目の感染拡大によって東京都に出された緊急事態宣言により4月25日からはイベントは無観客での開催が要請され、7月17日に延期となった。6月13日にはアニメイト池袋でもミニライブありのリリースイベントが開催され、『ドリーミング☆チャンネル！』が有観客では初披露された。
また、チケットぴあにてLIVE盤を購入すると、AnimeJapan 2021でのRun Girls, Run！のステージのリハーサルの模様を配信で視聴できる特典が用意された。
2021年5月14日には超!A&G+の『学園祭学園 青木佑磨のザ・ゴールデン・ゴールド・ゴー・ゴー』に、6月9日には渋谷クロスFMの『りゅうちぇると高見奈央のiDOL on-line』に、本シングルのプロモーションのためにRun Girls, Run！の3人がゲスト出演した。

## シングル収録内容
| 全作曲: 本多友紀（Arte Refact）。 |                                            |            |                            |                         |      |
| #                                 | タイトル                                   | 作詞       | 作曲・編曲                 | 編曲                    | 時間 |
| 1.                                | 「ドリーミング☆チャンネル!」               | 松井洋平   | 本多友紀 （ Arte Refact ） | 河合泰志（Arte Refact） | 4:14 |
| 2.                                | 「無限大ランナー」                         | 真崎エリカ | 本多友紀 （ Arte Refact ） | 脇眞富（Arte Refact）   | 5:04 |
| 3.                                | 「ドリーミング☆チャンネル!」(Instrumental) |            | 本多友紀 （ Arte Refact ） |                         | 4:14 |
| 4.                                | 「無限大ランナー」(Instrumental)           |            | 本多友紀 （ Arte Refact ） |                         | 5:04 |
| 合計時間:                         | 合計時間:                                  | 合計時間:  | 合計時間:                  | 18:36                   |      |

| #         | タイトル                                            | 作詞  | 作曲・編曲 | 時間 |
| --------- | --------------------------------------------------- | ----- | ---------- | ---- |
| 1.        | 「ドリーミング☆チャンネル!」(Music Video)           |       |            | 4:23 |
| 2.        | 「ドリーミング☆チャンネル!」(Making of Music Video) |       |            | 9:51 |
| 合計時間: | 合計時間:                                           | 14:14 |            |      |

| #     | タイトル                                            | 作詞 | 作曲・編曲 | 備考                                    |
| ----- | --------------------------------------------------- | ---- | ---------- | --------------------------------------- |
| 1-1.  | 「キラッとスタート」                                |      |            |                                         |
| 1-2.  | 「プリマ☆ドンナ?メモリアル!」                       |      |            |                                         |
| 1-3.  | 「Share the light」                                 |      |            | 曲前にMC                                |
| 1-4.  | 「Go! Up! スターダム!」                             |      |            |                                         |
| 1-5.  | 「スノウ・グライダー」                              |      |            |                                         |
| 1-6.  | 「Brand New Girls」(TVサイズ)                       |      |            | ブランニュー☆ガールズの曲のセルフカバー |
| 1-7.  | 「Darling Darling」                                 |      |            | 森嶋優花ソロ・曲前にMC                  |
| 1-8.  | 「逆さまのガウディ」                                |      |            | 厚木那奈美ソロ                          |
| 1-9.  | 「りんごの木」                                      |      |            | 林鼓子ソロ                              |
| 1-10. | 「Break the Blue!!」                                |      |            | 曲前にMC                                |
| 1-11. | 「キラリスト・ジュエリスト」                        |      |            |                                         |
| 1-12. | 「ダイヤモンドスマイル」                            |      |            | 曲前にMC                                |
| 1-13. | 「カケル×カケル」                                   |      |            |                                         |
| 1-14. | 「ランガリング・シンガソング」                      |      |            |                                         |
| 1-15. | 「never-ending!!」                                  |      |            | アンコール・曲前にMC                    |
| 2.    | 「ドリーミング☆チャンネル!」(Music Video)           |      |            | MV盤と同じ                              |
| 3.    | 「ドリーミング☆チャンネル!」(Making of Music Video) |      |            | MV盤と同じ                              |

LIVE盤に付属のBlu-rayにはMV盤に収録されているミュージックビデオとそのメイキングに加え、2020年10月11日に開催された無観客配信ライブ『Run Girls, Run！ Online Live～ランガリング・リンクライブ♪～』最終公演の映像が収録されている。

## スタッフ・クレジット

### ドリーミング☆チャンネル！
- 鈴木洋輔 – Guitar
- 河合泰志（Arte Refact） – All Other Instruments & Programming

#### ミュージックビデオ
- 杉本視 – Director
- 佐々木尚 – Cinematographer
- 洞口亜衣（OFFICE DOING） – Lightning Director
- 大峡淳之介（KANAMEDO） – Making

- 三反理沙子、木場美南 – Hair & Make-up
- 原田幸枝 – Stylist
- ASAMI – Choreographer

### 無限大ランナー
- 小林修己 – Bass
- 脇眞富（Arte Refact） – All Other Instruments & Programming

### 共通
- 菊池司（Arte Refact） – Recording & Mixing Engineer

### Run Girls, Run！ Online Live ～ランガリング・リンクライブ♪
- 関昇（Yushabu） – Mixer
- 渡辺力（Yushabu）、廣田龍宥（Yushabu）、中野優太（Yushabu） – Camera
- 矢澤歩（Yushabu） – Camera assistant
- 関昇（Yushabu）、 渡辺力（Yushabu） – Edit

## カバー
ドリーミング☆チャンネル!
- Pri☆chan All Star - テレビアニメ『キラッとプリ☆チャン』第152話の挿入歌。24キャラクター（22人のキャスト）による歌唱。『キラッとプリ☆チャン♪ミュージックコレクション Season.3』（2022年2月23日発売）に収録。同アルバムには原曲のTV size版も収録されている。